# Antic Banc de Madrid (Tàrrega)
Antic Banc de Madrid és un edifici de Tàrrega (Urgell) inclòs a l'Inventari del Patrimoni Arquitectònic de Catalunya.

## Descripció
Edifici de planta baixa amb el seu interior totalment reformat i que no conserva res de l'original. L'exterior té una composició i una utilització dels materials molt lliure. Una torre rematada per una petita balconada serveix de xarnera entre les dues façanes. La construcció és del 1909 i és un edifici típicament modernista enquadrat dintre de la línia jujolista. S'utilitza la pedra, totxo, rajoles vidriades, ferro forjat i petits trossos de ceràmica.